# Persone di nome Ludovico
| Questa pagina contiene informazioni ricavate automaticamente dalle voci biografiche con l'ausilio del template Bio e di un bot. L'aggiornamento è periodico e automatico e ricostruisce completamente la pagina. Se manca una persona in questa lista, sei pregato di non aggiungerla, ma accertati piuttosto che la sua voce biografica contenga il template Bio e che i dati anagrafici siano correttamente compilati. Se il template Bio manca, inseriscilo tu stesso o, in alternativa, metti l'avviso {{tmp\|Bio}} che ne segnala la mancanza. Se i dati riportati sono sbagliati, correggi direttamente la voce biografica; le modifiche saranno visibili in questa lista entro pochi giorni. Per chiarimenti vedi il progetto antroponimi. La lista contiene solo le 247 persone che sono citate nell'enciclopedia e per le quali è stato implementato correttamente il template Bio. Pagina aggiornata al 6 ago 2025. |

Questa è una lista di persone presenti nell'enciclopedia che hanno il nome Ludovico, suddivise per attività principale.

## Abati(1)
- Ludovico Barbo, abate e vescovo cattolico italiano (Venezia - Venezia, † 1443)

## Allenatori di calcio(1)
- Ludovico Moresi, allenatore di calcio e ex calciatore italiano (Como, n. 1980)

## Ambasciatori(1)
- Ludovico Camposampiero, ambasciatore e condottiero italiano (Padova - Roma, † 1521)

## Architetti(4)
- Ludovico Cadorin, architetto italiano (Venezia, n. 1824 - Venezia, † 1892)
- Ludovico Gregorini, architetto e ingegnere italiano (Roma, † 1723)
- Ludovico Rusconi Sassi, architetto italiano (Roma, n. 1678 - Roma, † 1736)
- Ludovico Stanzani, architetto e numismatico italiano (n. 1784 - Kiev, † 1872)

## Arcivescovi cattolici(7)
- Ludovico Antinori, arcivescovo cattolico italiano (Firenze, n. 1531 - Pisa, † 1576)
- Ludovico Beccadelli, arcivescovo cattolico, letterato e scrittore italiano (Bologna, n. 1501 - Prato, † 1572)
- Ludovico Gavotti, arcivescovo cattolico italiano (Genova, n. 1868 - Genova, † 1918)
- Ludovico Molin, arcivescovo cattolico italiano (Venezia - † 1604)
- Ludovico Tevoli, arcivescovo cattolico italiano (Morlupo, n. 1772 - Roma, † 1856)
- Ludovico Luigi Ugolini, arcivescovo cattolico italiano (Monte Colombo, n. 1777 - † 1850)
- Ludovico II de Torres, arcivescovo cattolico, diplomatico e giurista spagnolo (Malaga, n. 1533 - Roma, † 1584)

## Arrampicatori(1)
- Ludovico Fossali, arrampicatore italiano (Trento, n. 1997)

## Attori(2)
- Ludovico Fremont, attore italiano (Roma, n. 1982)
- Ludovico Tersigni, attore italiano (Roma, n. 1995)

## Autori televisivi(1)
- Ludovico Peregrini, autore televisivo e personaggio televisivo italiano (Como, n. 1943)

## Aviatori(1)
- Ludovico Censi, aviatore, militare e diplomatico italiano (Fermo, n. 1895 - San Severino Marche, † 1964)

## Avvocati(2)
- Ludovico Boetti Villanis Audifredi, avvocato e politico italiano (Torino, n. 1931)
- Ludovico Lupi, avvocato italiano

## Beati(1)
- Ludovico Morbioli, beato italiano (Bologna, n. 1433 - Bologna, † 1485)

## Calciatori(3)
- Ludovico Avio, calciatore argentino (Pigüé, n. 1932 - † 1996)
- Ludovico Bidoglio, calciatore argentino (Buenos Aires, n. 1900 - Buenos Aires, † 1970)
- Ludovico Tubaro, ex calciatore italiano (Pozzuolo del Friuli, n. 1927)

## Cardinali(16)
- Ludovico Bonito, cardinale e arcivescovo cattolico italiano (Agrigento, n. 1350 - Rimini, † 1413)
- Ludovico di Capua, cardinale italiano (Capua - Roma, † 1380)
- Ludovico Cortese, cardinale italiano (Modena)
- Ludovico Fieschi, cardinale italiano (Genova - Roma, † 1423)
- Ludovico Flangini, cardinale, patriarca cattolico e filologo classico italiano (Venezia, n. 1733 - Venezia, † 1804)
- Ludovico Gazzoli, cardinale italiano (Terni, n. 1774 - Roma, † 1858)
- Ludovico Jacobini, cardinale italiano (Genzano di Roma, n. 1832 - Roma, † 1887)
- Ludovico Ludovisi, cardinale e arcivescovo cattolico italiano (Bologna, n. 1595 - Bologna, † 1632)
- Ludovico Madruzzo, cardinale italiano (Trento, n. 1532 - Roma, † 1600)
- Ludovico Merlini, cardinale e arcivescovo cattolico italiano (Forlì, n. 1690 - Roma, † 1762)
- Ludovico Micara, cardinale italiano (Frascati, n. 1775 - Roma, † 1847)
- Ludovico Podocataro, cardinale e arcivescovo cattolico cipriota (Nicosia, n. 1429 - Milano, † 1504)
- Ludovico Scarampi Mezzarota, cardinale, condottiero e medico italiano (Venezia, n. 1401 - Roma, † 1465)
- Ludovico Simonetta, cardinale e vescovo cattolico italiano (Milano - Roma, † 1568)
- Ludovico Valenti, cardinale e vescovo cattolico italiano (Trevi, n. 1695 - Roma, † 1763)
- Ludovico III de Torres, cardinale e arcivescovo cattolico italiano (Roma, n. 1551 - Roma, † 1609)

## Cestisti(1)
- Ludovico Basso, ex cestista svizzero (Sorengo, n. 1993)

## Compositori(2)
- Ludovico Einaudi, compositore e pianista italiano (Torino, n. 1955)
- Ludovico Zacconi, compositore e teorico musicale italiano (Pesaro, n. 1555 - Fiorenzuola di Focara, † 1627)

## Condottieri(10)
- Ludovico Abenavoli, condottiero italiano (Teano, n. 1470)
- Ludovico Barbiano da Belgioioso, condottiero italiano (n. 1488 - Milano, † 1530)
- Ludovico Birago, condottiero italiano (Milano, n. 1509 - Carmagnola, † 1572)
- Ludovico Colonna, condottiero italiano (n. 1390 - Ardea, † 1436)
- Ludovico Gonzaga, condottiero italiano (Bozzolo, n. 1480 - Sabbioneta, † 1540)
- Ludovico Lodron, condottiero italiano (Storo, n. 1484 - † 1538)
- Giovanni delle Bande Nere, condottiero italiano (Forlì, n. 1498 - Mantova, † 1526)
- Ludovico Orsini, condottiero italiano (Pitigliano, † 1534)
- Ludovico Rangoni, condottiero italiano (Modena - Udine, † 1552)
- Ludovico de Bellojoco, condottiero e nobiluomo francese

## Criminali(1)
- Ludovico Speranza, criminale italiano (Cerreto Guidi, n. 1953)

## Critici teatrali(1)
- Ludovico Zorzi, critico teatrale e saggista italiano (Venezia, n. 1928 - Firenze, † 1983)

## Diplomatici(3)
- Ludovico Brognolo, diplomatico italiano (Mantova)
- Ludovico Gioja, diplomatico italiano (Piacenza, n. 1845 - Genova, † 1924)
- Ludovico Incisa di Camerana, diplomatico e saggista italiano (Cagliari, n. 1927 - Roma, † 2013)

## Editori(1)
- Ludovico Cavallo, editore italiano (n. 1641 - Napoli, † 1681)

## Entomologi(1)
- Ludovico Di Caporiacco, entomologo e aracnologo italiano (Udine, n. 1900 - Parma, † 1951)

## Esploratori(1)
- Ludovico M. Nesbitt, esploratore italiano (Albano Laziale, n. 1891 - Alpi svizzere, † 1935)

## Filosofi(3)
- Ludovico Boccadiferro, filosofo italiano (Bologna, n. 1482 - Bologna, † 1545)
- Ludovico Geymonat, filosofo, matematico e storico della filosofia italiano (Torino, n. 1908 - Rho, † 1991)
- Ludovico Limentani, filosofo italiano (Ferrara, n. 1884 - Dolo, † 1940)

## Francescani(2)
- Ludovico Balbi, francescano e compositore italiano (Venezia - Venezia, † 1604)
- Ludovico da Venezia, francescano, teologo e cardinale italiano (Venezia - Genova, † 1386)

## Generali(3)
- Ludovico Gruno d'Assia-Homburg, generale e nobile tedesco (Bad Homburg, n. 1705 - Berlino, † 1745)
- Luigi Mattei, generale, nobile e diplomatico italiano (Roma, n. 1609 - Roma, † 1665)
- Ludovico di Württemberg, generale (Trzebiatów, n. 1756 - Kirchheim unter Teck, † 1817)

## Ginnasti(1)
- Ludovico Edalli, ginnasta italiano (Busto Arsizio, n. 1993)

## Giornalisti(2)
- Ludovico Di Meo, giornalista, autore televisivo e dirigente d'azienda italiano (Roma, n. 1959 - Roma, † 2023)
- Ludovico Magrini, giornalista italiano (Tarquinia, n. 1937 - Roma, † 1991)

## Giuristi(4)
- Ludovico Bolognini, giurista e diplomatico italiano (Bologna, n. 1447 - Firenze, † 1508)
- Ludovico Cati, giurista, ambasciatore e politico italiano (Ferrara, n. 1490 - Ferrara, † 1553)
- Ludovico Centofiorini, giurista e vescovo cattolico italiano (Civitanova Marche - Nicotera, † 1650)
- Ludovico Pontano, giurista italiano (Spoleto, n. 1409 - Basilea, † 1439)

## Imperatori(1)
- Ludovico il Pio, imperatore franco (Casseuil-sur-Garonne, n. 778 - Ingelheim am Rhein, † 840)

## Incisori(2)
- Ludovico degli Arrighi, incisore e tipografo italiano (Cornedo Vicentino)
- Ludovico Mattioli, incisore italiano (Crevalcore, n. 1662 - Bologna, † 1747)

## Ingegneri(2)
- Ludovico Camangi, ingegnere e politico italiano (Sora, n. 1903 - † 1976)
- Ludovico Perini, ingegnere e architetto italiano (Verona, n. 1685 - Verona, † 1731)

## Letterati(3)
- Ludovico Agostini, letterato italiano (Pesaro, n. 1536 - Gradara, † 1609)
- Ludovico Aureli, letterato e storico italiano (Perugia, n. 1592 - Roma, † 1637)
- Ludovico Pasquali, letterato, poeta e umanista italiano (Cattaro, n. 1500 - Cattaro, † 1551)

## Magistrati(1)
- Ludovico Luciolli, magistrato e politico italiano (Venezia, n. 1858 - Roma, † 1944)

## Medici(1)
- Ludovico Necchi, medico e religioso italiano (Milano, n. 1876 - Milano, † 1930)

## Mercenari(1)
- Ludovico Racaniello, mercenario e condottiero italiano (Todi, n. 1352 - Montecchio Vesponi, † 1441)

## Militari(4)
- Ludovico Barbiano di Belgiojoso, militare e diplomatico italiano (Milano, n. 1728 - Milano, † 1801)
- Ludovico Francesco Gonzaga, militare italiano (n. 1602 - † 1630)
- Ludovico Paternò delle Sciare, militare e partigiano italiano (Castellammare di Stabia, n. 1908 - Roma, † 1982)
- Ludovico Quandel, militare, politico e scrittore italiano (Napoli, n. 1839 - Monte di Procida, † 1929)

## Missionari(1)
- Ludovico Buglio, missionario, gesuita e sinologo italiano (Mineo, n. 1606 - Pechino, † 1682)

## Musicisti(2)
- Ludovico Festa, musicista italiano
- Ludovico Fogliani, musicista italiano (Modena, n. 1490 - Modena, † 1548)

## Navigatori(1)
- Ludovico de Filippi, marinaio e aviatore italiano (Torino, n. 1872 - Lisignano, † 1918)

## Nobili(43)
- Ludovico Acerbi, nobile, magistrato e politico italiano (Milano - † 1622)
- Ludovico Alidosi, nobile e condottiero italiano (Imola - Roma, † 1430)
- Ludovico Carminati di Brembilla, nobile italiano († 1514)
- Ludovico Chigi Albani della Rovere, nobile, religioso e militare italiano (Ariccia, n. 1866 - Roma, † 1951)
- Ludovico III Gonzaga, nobile, condottiero e collezionista d'arte italiano (n. 1412 - Goito, † 1478)
- Ludovico Gonzaga-Nevers, nobile italiano (Mantova, n. 1539 - Nesle, † 1595)
- Ludovico Lante Montefeltro della Rovere, III duca di Bomarzo, nobile italiano (Roma, n. 1683 - Roma, † 1727)
- Ludovico II Lodron, nobile e condottiero italiano (n. 1558 - Trento, † 1604)
- Ludovico IV di Turingia, nobile tedesco (Creuzburg, n. 1200 - Otranto, † 1227)
- Ludovico V di Baviera, nobile tedesco (n. 1315 - Zorneding, † 1361)
- Ludovico VI di Baviera, nobile tedesco (Roma, n. 1328 - Berlino, † 1365)
- Ludovico Federico di Württemberg-Mömpelgard, nobile tedesco (Mömpelgard, n. 1586 - Mömpelgard, † 1631)
- Ludovico II di Turingia, nobile tedesco (Creuzburg, n. 1128 - Freyburg, † 1172)
- Ludovico III di Turingia, nobile tedesco (Mar Mediterraneo, † 1190)
- Ludovico I di Turingia, nobile tedesco († 1140)
- Ludovico di Ravensberg, nobile tedesco († 1249)
- Ludovico di Bulgaria, nobile bulgaro (Toscana)
- Ludovico II del Palatinato, nobile tedesco (Heidelberg, n. 1229 - Heidelberg, † 1294)
- Ludovico III del Palatinato, nobile (n. 1378 - Heidelberg, † 1436)
- Ludovico III, Duca di Baviera, nobile tedesco (Landshut, n. 1269 - Landshut, † 1296)
- Ludovico IV del Palatinato, nobile tedesco (Heidelberg, n. 1424 - Worms, † 1449)
- Ludovico V del Palatinato, nobile (Heidelberg, n. 1478 - Heidelberg, † 1544)
- Ludovico VI del Palatinato, nobile tedesco (Simmern, n. 1539 - Heidelberg, † 1583)
- Ludovico VIII di Baviera-Ingolstadt, nobile tedesco (Parigi, n. 1403 - Ingolstadt, † 1445)
- Ludovico IX di Baviera-Landshut, nobile tedesco (Burghausen, n. 1417 - Landshut, † 1479)
- Ludovico il Moro, nobile italiano (Milano, n. 1452 - Loches, † 1508)
- Ludovico Malaspina, nobile italiano (Milano)
- Ludovico Malvezzi, nobile e condottiero italiano (Bologna, n. 1418 - Ascoli Piceno, † 1467)
- Ludovico I Mattei, nobile, imprenditore e politico italiano (Roma - Roma)
- Ludovico II Mattei, nobile e politico italiano (Roma - Roma, † 1580)
- Ludovico Montaperto, nobile italiano
- Ludovico II Ordelaffi, nobile italiano (Ravenna, † 1504)
- Ludovico I Pico, nobile e condottiero italiano (Mirandola, n. 1472 - Polesella, † 1509)
- Ludovico II Pico della Mirandola, nobile e condottiero italiano (Mirandola, n. 1525 - Mirandola, † 1568)
- Ludovico Savioli, nobile, poeta e storico italiano (Bologna, n. 1729 - Bologna, † 1804)
- Ludovico di Savoia-Acaia, nobile (Pinerolo, n. 1364 - Pinerolo, † 1418)
- Ludovico I di Savoia-Racconigi, nobile (Napoli - Lione, † 1459)
- Ludovico II di Savoia-Racconigi, nobile (Torino - Torino, † 1536)
- Ludovico I di Sayn-Wittgenstein, nobile tedesco (Bad Laasphe, n. 1532 - Altenkirchen, † 1605)
- Ludovico Spada Veralli Potenziani, nobile e politico italiano (Rieti, n. 1880 - Roma, † 1971)
- Ludovico Visconti, nobile italiano (Milano, n. 1355 - Trezzo sull'Adda, † 1404)
- Ludovico di Baviera, nobile tedesco (Castello di Nymphenburg, n. 1913 - Starnberg, † 2008)
- Ludovico Ferdinando di Baviera, nobile tedesco (Madrid, n. 1859 - Monaco di Baviera, † 1949)

## Nuotatori(1)
- Ludovico Viberti, nuotatore italiano (Torino, n. 2002)

## Pallavolisti(3)
- Ludovico Carminati, ex pallavolista italiano (Seriate, n. 1992)
- Ludovico Dolfo, pallavolista italiano (Treviso, n. 1989)
- Ludovico Giuliani, pallavolista italiano (San Severino Marche, n. 1998)

## Partigiani(1)
- Ludovico Ticchioni, partigiano italiano (Mestre, n. 1927 - Codigoro, † 1945)

## Patriarchi cattolici(3)
- Ludovico della Torre, patriarca cattolico italiano (Soffumbergo, † 1365)
- Ludovico Piavi, patriarca cattolico italiano (Ravenna, n. 1833 - Gerusalemme, † 1905)
- Ludovico di Teck, patriarca cattolico tedesco (Basilea, † 1439)

## Patrioti(2)
- Ludovico Bettoni, patriota e politico italiano (Brescia, n. 1829 - Brescia, † 1901)
- Ludovico Marini, patriota italiano (Orvieto, n. 1820 - Roma, † 1888)

## Piloti automobilistici(1)
- Ludovico Scarfiotti, pilota automobilistico italiano (Torino, n. 1933 - Rossfeld, † 1968)

## Pittori(23)
- Ludovico Brea, pittore italiano (Nizza)
- Ludovico Buti, pittore italiano († 1611)
- Ludovico Carracci, pittore italiano (Bologna, n. 1555 - Bologna, † 1619)
- Ludovico Cavaleri, pittore, incisore e illustratore italiano (Milano, n. 1867 - Cuvio, † 1941)
- Ludovico David, pittore svizzero (Lugano, n. 1648)
- Ludovico Dondi, pittore italiano
- Ludovico Fiumicelli, pittore italiano (Vicenza - Treviso, † 1582)
- Ludovico Gallina, pittore italiano (Brescia, n. 1752 - Venezia, † 1787)
- Ludovico Gimignani, pittore italiano (Roma, n. 1643 - Zagarolo, † 1697)
- Ludovico Lipparini, pittore italiano (Bologna, n. 1800 - Venezia, † 1856)
- Ludovico Mantegna, pittore italiano (Mantova - Mantova, † 1510)
- Ludovico di Angelo Mattioli, pittore italiano
- Ludovico Mazzanti, pittore italiano (Roma, n. 1686 - Viterbo, † 1775)
- Ludovico Mazzolino, pittore italiano (Ferrara - Ferrara, † 1528)
- Ludovico Pozzoserrato, pittore fiammingo (Anversa - Treviso)
- Ludovico Prosseda, pittore e incisore italiano (Moricone, n. 1780 - Moricone, † 1860)
- Ludovico Seitz, pittore italiano (Roma, n. 1844 - Albano, † 1908)
- Ludovico Stern, pittore italiano (Roma, n. 1709 - Roma, † 1777)
- Ludovico Suirech, pittore italiano
- Ludovico Tommasi, pittore e incisore italiano (Livorno, n. 1866 - Firenze, † 1941)
- Ludovico Trasi, pittore italiano (Ascoli Piceno, n. 1634 - Ascoli Piceno, † 1694)
- Ludovico Urbani, pittore italiano (San Severino Marche, n. 1460 - † 1493)
- Ludovico de Susio, pittore fiammingo (Fiandre, n. 1595)

## Poeti(4)
- Ludovico Ariosto, poeta, commediografo e funzionario italiano (Reggio Emilia, n. 1474 - Ferrara, † 1533)
- Ludovico Carbone, poeta, oratore e traduttore italiano (Cremona, n. 1430 - Ferrara, † 1485)
- Ludovico Lazzarelli, poeta e filosofo italiano (San Severino Marche, n. 1447 - San Severino Marche, † 1500)
- Ludovico Leporeo, poeta italiano (Brugnera, n. 1582 - Roma, † 1655)

## Politici(8)
- Ludovico Angelini, politico e medico italiano (Bari, n. 1906 - † 1975)
- Ludovico Corrao, politico e avvocato italiano (Alcamo, n. 1927 - Gibellina, † 2011)
- Ludovico Fulci, politico italiano (Messina, n. 1849 - Messina, † 1934)
- Ludovico Pellizzari, politico e giornalista italiano (Maglie, n. 1883 - Roma, † 1946)
- Ludovico Sicignano, politico e avvocato italiano (Scafati, n. 1890 - Scafati, † 1958)
- Ludovico Tarsia, politico italiano (Napoli, n. 1876 - Napoli, † 1970)
- Ludovico Tornabuoni, politico e militare italiano (Firenze, n. 1443 - † 1519)
- Ludovico Vico, politico italiano (Taranto, n. 1952 - Grottaglie, † 2021)

## Presbiteri(4)
- Ludovico Jacobilli, presbitero e storico italiano (Roma, n. 1598 - Foligno, † 1664)
- Ludovico Marracci, presbitero, traduttore e orientalista italiano (Torcigliano di Camaiore, n. 1612 - Roma, † 1700)
- Ludovico Antonio Muratori, presbitero, storico e scrittore italiano (Vignola, n. 1672 - Modena, † 1750)
- Ludovico Sabbatini, presbitero italiano (Napoli, n. 1650 - † 1724)

## Principi(2)
- Ludovico Altieri, IX principe di Oriolo, principe italiano (Roma, n. 1878 - Roma, † 1955)
- Ludovico Vittorio d'Asburgo-Lorena, principe austriaco (Vienna, n. 1842 - Salisburgo, † 1919)

## Produttori televisivi(1)
- Ludovico Bessegato, produttore televisivo, regista e sceneggiatore italiano (Milano, n. 1983)

## Progettisti(1)
- Vico Magistretti, progettista, architetto e urbanista italiano (Milano, n. 1920 - Milano, † 2006)

## Registi(1)
- Ludovico Di Martino, regista e sceneggiatore italiano (Roma, n. 1992)

## Religiosi(1)
- Ludovico da Casoria, religioso italiano (Casoria, n. 1814 - Napoli, † 1885)

## Rugbisti a 15(1)
- Ludovico Nitoglia, ex rugbista a 15 italiano (Roma, n. 1983)

## Scenografi(1)
- Ludovico Muratori, scenografo, pittore e orafo italiano (Bucarest, n. 1927 - Milano, † 2023)

## Scrittori(6)
- Ludovico di Breme, scrittore e saggista italiano (Torino, n. 1780 - Torino, † 1820)
- Ludovico Del Vecchio, scrittore italiano (Modena, n. 1957)
- Ludovico Dolce, scrittore e grammatico italiano (Venezia - Venezia, † 1568)
- Ludovico Porcelletto, scrittore italiano (Villar del Varo, n. 1550 - Torino, † 1619)
- Ludovico de Varthema, scrittore e viaggiatore italiano (Bologna - † 1517)
- Ludovico Zuccolo, scrittore e politico italiano (Faenza, n. 1568 - Faenza, † 1630)

## Sindacalisti(1)
- Ludovico D'Aragona, sindacalista e politico italiano (Cernusco sul Naviglio, n. 1876 - Roma, † 1961)

## Sovrani(9)
- Ludovico IV il Fanciullo, sovrano (Altötting, n. 893 - Ratisbona, † 911)
- Ludovico II il Germanico, re (Francoforte sul Meno, † 876)
- Ludovico III il Giovane, re franco (Francoforte sul Meno, † 882)
- Ludovico I di Etruria, re (Parma, n. 1773 - Firenze, † 1803)
- Ludovico II il Giovane, sovrano franco (n. 825 - Ghedi, † 875)
- Ludovico III di Baviera, re (Monaco di Baviera, n. 1845 - Sárvár, † 1921)
- Ludovico il Cieco, re (Arles, † 928)
- Ludovico il Bavaro, sovrano (Monaco di Baviera, n. 1282 - Fürstenfeldbruck, † 1347)
- Luigi III di Francia, re (Saint-Denis, † 882)

## Storici(3)
- Ludovico Baille, storico e bibliotecario italiano (Cagliari, n. 1764 - Cagliari, † 1839)
- Ludovico Gatto, storico italiano (Roma, n. 1931 - Roma, † 2019)
- Ludovico Pepe, storico italiano (Ostuni, n. 1853 - Monopoli, † 1901)

## Tenori(1)
- Ludovico Bartolaia, tenore e compositore italiano (Mirandola, n. 1541 - † 1641)

## Traduttori(1)
- Ludovico Nicola di Giura, traduttore e sinologo italiano (Casoria, n. 1868 - Chiaromonte, † 1947)

## Umanisti(1)
- Ludovico Ricchieri, umanista italiano (Rovigo, n. 1469 - Padova, † 1525)

## Urbanisti(1)
- Ludovico Quaroni, urbanista, architetto e saggista italiano (Roma, n. 1911 - Roma, † 1987)

## Vescovi(1)
- Ludovico di Tolosa, vescovo e francescano francese (Brignoles, n. 1274 - Brignoles, † 1297)

## Vescovi cattolici(15)
- Ludovico Antomelli, vescovo cattolico italiano (Mazzano, n. 1863 - Borghetto Lodigiano, † 1927)
- Ludovico Borgio, vescovo cattolico italiano (Napoli - Roma, † 1485)
- Ludovico di Canossa, vescovo cattolico italiano (Verona, n. 1475 - Verona, † 1532)
- Ludovico Clodio, vescovo cattolico e diplomatico italiano (Caldarola, † 1514)
- Ludovico Furconio, vescovo cattolico italiano (L'Aquila - † 1550)
- Ludovico Giamagna, vescovo cattolico italiano (Ragusa, n. 1594 - Stagno, † 1634)
- Ludovico Gonzaga, vescovo cattolico italiano (Mantova, n. 1460 - Gazzuolo, † 1511)
- Ludovico Gonzaga, vescovo cattolico italiano (n. 1589 - Luzzara, † 1630)
- Ludovico Ideo, vescovo cattolico italiano (Pietraperzia, n. 1811 - Lipari, † 1880)
- Ludovico Ludovici, vescovo cattolico e militare italiano (Eboli, n. 1747 - Policastro, † 1819)
- Ludovico da Romagnano, vescovo cattolico italiano (Carignano - Torino, † 1468)
- Ludovico Sabatini d'Anfora, vescovo cattolico italiano (Napoli, n. 1708 - Rocca di Mezzo, † 1776)
- Ludovico Taverna, vescovo cattolico italiano (Milano, n. 1535 - Milano, † 1617)
- Ludovico Teodonari, vescovo cattolico italiano (Rieti - Rieti, † 1436)
- Ludovico Therin Bonesio, vescovo cattolico italiano (Torino, n. 1705 - Bobbio, † 1780)

## Senza attività specificata(11)
- Ludovico I Gonzaga (n. 1334 - Mantova, † 1382)
- Ludovico in Baviera, duca (Monaco di Baviera, n. 1831 - Monaco di Baviera, † 1920)
- Ludovico III di Württemberg, duca tedesco (Stoccarda, n. 1554 - Stoccarda, † 1593)
- Ludovico I il Giusto, duca († 1398)
- Ludovico I di Baviera, duca (Kelheim, n. 1173 - Kelheim, † 1231)
- Ludovico I di Württemberg-Urach, conte tedesco (n. 1412 - Urach, † 1450)
- Ludovico II di Württemberg-Urach, conte tedesco (Waiblingen, n. 1439 - Urach, † 1457)
- Ludovico VII di Baviera-Ingolstadt, duca tedesco (n. 1368 - Rocca di Burghausen, † 1447)
- Ludovico X di Baviera, duca (Grünwald, n. 1495 - Landshut, † 1545)
- Ludovico Eugenio di Württemberg, duca tedesco (Francoforte sul Meno, n. 1731 - Ludwigsburg, † 1795)
- Ludovico di Savoia, duca (Ginevra, n. 1413 - Lione, † 1465)